# Vitālijs Barinovs
Vitālijs Barinovs (ur. 4 maja 1993 roku w Rydze, Łotwa) – łotewski piłkarz, grający na pozycji środkowego obrońcy.

## Kariera piłkarska

### Kariera klubowa
Jest wychowankiem drużyny FC Tranzits. 1 stycznia 2012 roku podpisał kontrakt z klubem FK Ventspils – ówczesnym mistrzem Łotwy. W sezonie 2012 zajął z tym zespołem 3. miejsce. Jego drużyna zdobyła 74 punkty – 4 mniej od pierwszego Daugava Dyneburg. Dzięki 3. pozycji mogli wystartować w I rundzie kwalifikacyjnej do Ligi Europy. W sezonie 2013 zdobył z ekipą mistrzostwo kraju. Dzięki temu mógł wystąpić w II rundzie kwalifikacyjnej do Ligi Mistrzów. W następnym sezonie powtórzył z zespołem sukces sprzed roku – FK Ventspils znowu okazał się najlepszym zespołem na Łotwie. Jego drużyna ponownie mogła wziąć udział w II rundzie eliminacyjnej do Ligi Mistrzów. Jego zespół zmierzył się w dwumeczu ze szwedzkim Malmö FF. Pierwsze spotkanie bezbramkowo zremisowali, natomiast w rewanżu przegrali 0–1 i tym samym pożegnali się z tymi rozgrywkami. Vitālijs Barinovs w obu tych meczach zagrał po 90 minut.
Nie ma informacji o tym do kiedy wiąże go umowa z klubem FK Ventspils.

### Kariera reprezentacyjna
Vitālijs Barinovs wystąpił w czterech meczach reprezentacji Łotwy U-18 oraz w siedmiu spotkaniach tej reprezentacji do lat 19.
W latach 2013–2014 był powoływany na mecze reprezentacji Łotwy U-21. Wystąpił w siedmiu meczach tej reprezentacji w ramach eliminacji do Mistrzostw Europy U-21 w 2015 roku w Czechach. Jednak jego drużyna zajęła dopiero, przedostatnie, 4. miejsce w grupie, i w efekcie nie zakwalifikowała się na te mistrzostwa.

## Sukcesy i odznaczenia
- Mistrzostwo Łotwy (2 razy): 2013[3], 2014[4]